# Pays d'Oz
Pour les articles homonymes, voir Oz.
Le pays d'Oz est un pays imaginaire, inventé, en 1900, par l'écrivain américain Lyman Frank Baum, pour être le lieu d'action de son roman Le Magicien d'Oz. Il est le cadre de quatorze romans pour enfants et six livres courts (Little Wizard Stories of Oz) pour très jeunes lecteurs, écrits par Baum. Après la mort de ce dernier, en 1921, une série de livres de Ruth Plumly Thompson et d'autres écrivains utilisent le même décor.

## La naissance du pays d'Oz
Le pays d'Oz fait son apparition dans Le magicien d'Oz (1900), de L. Frank Baum, un des multiples pays imaginaires qu'il crée pour ses livres. Les protagonistes accèdent au pays d'Oz par le biais d'une tornade. Ce livre gagne une popularité qu'aucune autre des œuvres de son auteur n'obtient. Baum y revient quatre ans plus tard. Le pays est décrit de façon de plus en plus détaillée dans la série des Livres d'Oz. Une tentative est faite pour mettre fin à la série, avec The Emerald City of Oz, dans lequel Oz est isolé du reste du monde. C'est un échec, à cause des réactions des lecteurs et de la nécessité financière, pour Baum, d'écrire des livres à succès.

## L'univers d'Oz
Dans les livres, le pays d'Oz est présenté comme réel, à la différence de l'adaptation cinématographique de 1939, où il est conçu comme un rêve de Dorothy. À l'époque de Baum, il était fréquent que les auteurs présentent leurs œuvres de fiction comme des récits authentiques (voir, par exemple, Sherlock Holmes, le Fantôme de l'Opéra ou Tarzan). Alors que Baum décrit Oz comme un pays fictif dans certaines de ses postfaces, comme celle du premier livre, dans d'autres volumes, il prétend qu'il s'agit d'une histoire véridique qui lui a été relatée par ceux qui en ont été partie prenante. Tout particulièrement, dans The Emerald City of Oz, il tente de mettre fin à la série en s'appuyant sur une lettre qu'il dit avoir reçue de Dorothy Gale, le personnage principal. Dans le livre suivant, The Patchwork Girl of Oz, il explique qu'après quelques difficultés, il a de nouveau rétabli la communication avec les personnages par télégraphie sans fil. Baum commence également à se désigner comme « historien royal d'Oz », un titre que plusieurs autres auteurs de la série ont pris après sa mort.
Parce que Baum lui-même écrit à partir d'un point de vue situé dans l'univers d'Oz, de nombreux fans de la série considèrent les livres comme s'ils étaient vrais, ce qu'on appelle, parmi les fans, le point de vue « Oz en tant qu'histoire ». Toute confusion ou de contradiction entre les différentes versions de leurs histoires est supposée venir de l'historien, qui a fait une erreur en toute bonne foi, des éditeurs, qui enlèvent des parties qu'ils jugent inappropriés au public des enfants, des personnages impliqués, qui ont relaté les évènements en question à l'historien, ou expliquée par le concept que beaucoup de versions d'Oz coexistent simultanément.
Il y a beaucoup de discussions fondées sur des indices de la série dans le groupe de fans d'Oz Regalia (et précédemment Nonestica et le Ozzy Digest) sur la taille d'Oz, sa population, et beaucoup d'autres détails pas explicitement abordées dans les livres eux-mêmes. Des articles sur ce genre de sujets paraissent également fréquemment dans The Baum Bugle.
Alors que certains fans s'amusent à essayer d'expliquer les diverses incohérences dans les livres, d'autres préfèrent les ignorer, puisque, apparemment, les incohérences ne sont pas importantes pour Baum lui-même. Ces fans préfèrent considérer Oz du point de vue opposé, mais plus traditionnel, d'« Oz en tant que littérature ». Beaucoup de fans apprécient les deux points de vue simultanément, et il n'est pas rare que de nouvelles idées sur Oz soient considérées à partir des deux points de vue par les mêmes personnes.

## Oz n'est pas le Kansas
Dans le premier livre, Le magicien d'Oz, Oz se distingue du Kansas natal de Dorothy en ce qu'il n'est pas civilisé, ce qui explique pourquoi le Kansas n'a ni sorciers, ni sorcières, alors qu'Oz en a. Dans le troisième livre, Ozma, la princesse d'Oz, Oz est décrit comme un « pays fantastique », une nouvelle terminologie qui sert à expliquer ses merveilles.

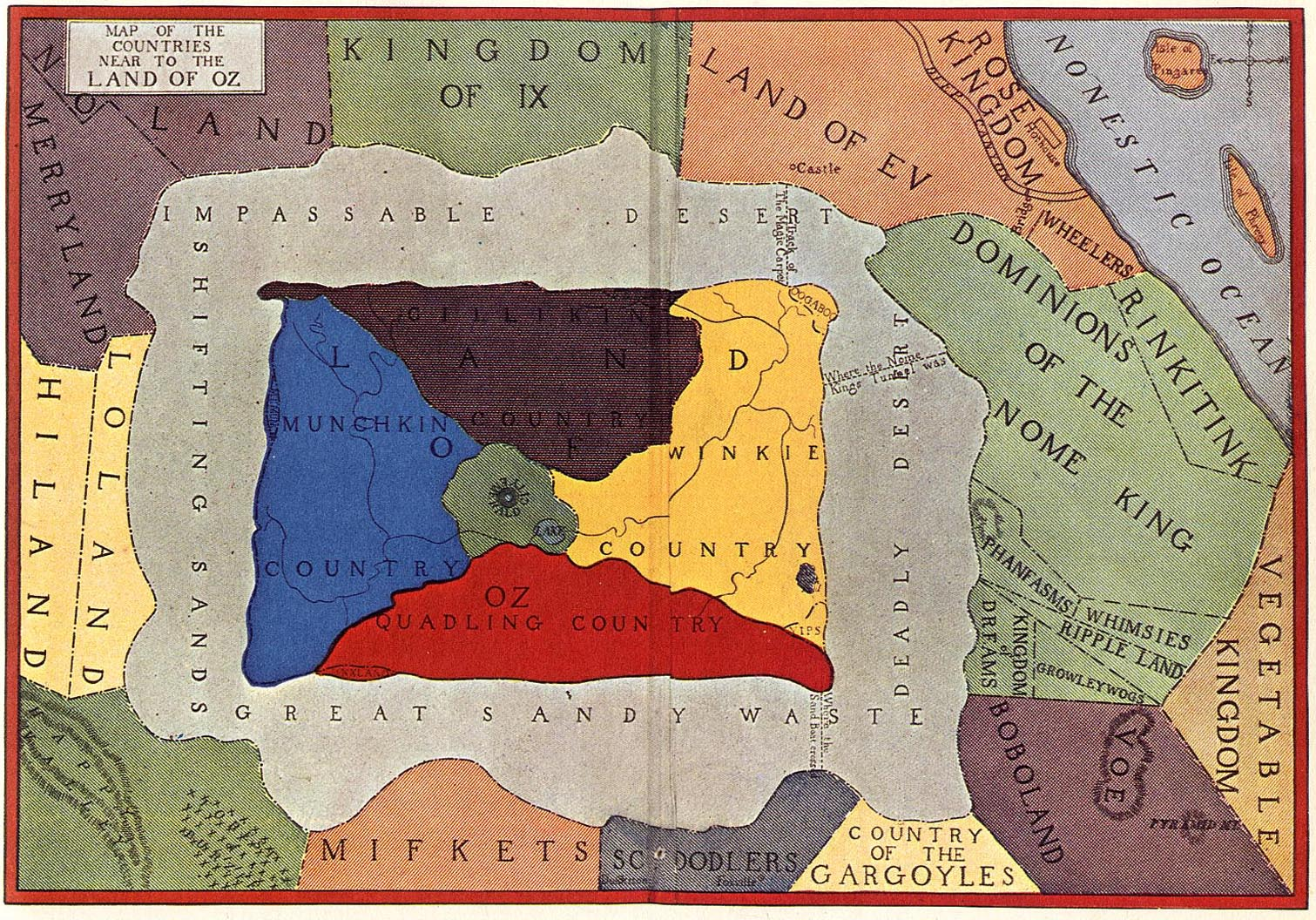
Oz et les pays voisins (Tik Tok of Oz, 1914).

## Géographie

### Le pays d'Oz
Le pays d'Oz est de forme approximativement rectangulaire et divisé par ses diagonales en quatre régions : le pays Munchkin (couramment appelé Munchkinland dans les adaptations) à l'est, le pays Winkie (appelé le Vinkus dans Wicked, de Gregory Maguire et sa suite Le fils de la sorcière) à l'ouest, le pays Gillikin au nord, et le pays Quadling au sud. Au centre d'Oz, à la croisée des diagonales, se trouve la capitale, la Cité d'Émeraude, où siège le monarque d'Oz, la princesse Ozma. On notera que, sur certaines cartes d'Oz, l'Occident et l'Orient sont inversés (voir Ouest et Est, ci-dessous).
Les régions obéissent à un système de couleur : bleu pour les Munchkins, jaune pour les Winkies, rouge pour les Quadlings, vert pour la cité d'Émeraude, et, dans les livres succédant au premier, violet pour les Gillikins, dont la région n'est pas mentionnée dans le premier ouvrage. Ceci contraste avec le Kansas : le décrivant, Baum utilise l'adjectif « gris » neuf fois en quatre paragraphes. Dans Le magicien d'Oz, ces couleurs sont seulement des couleurs favorites, utilisées pour les vêtements et autres objets manufacturés, et ayant une certaine influence sur le choix de cultures agricoles, mais les couleurs de base du monde sont des couleurs naturelles. L'effet est moins constant dans les œuvres ultérieures. Dans Le Merveilleux Pays d'Oz, le livre explique que tout, dans le pays Gillikins est pourpre, y compris les plantes et la boue, et un personnage peut s'apercevoir qu'il le quitte quand l'herbe passe du violet au vert. Cependant, les citrouilles sont orange et le maïs vert dans ce pays. Baum n'a, en effet, jamais utilisé le schéma de couleur de façon uniforme. Dans de nombreux ouvrages, il fait allusion aux couleurs pour donner aux personnages et aux lecteurs une indication sur leur emplacement, puis ne s'y réfère plus par la suite. Sa technique la plus courante consiste à attribuer aux objets manufacturés et aux fleurs la couleur du pays, laissant aux feuilles, à l'herbe et aux fruits leurs couleurs naturelles. Le pays Quadling abrite une forêt d'arbres combattants, une cité de porcelaine et une colline de têtes de marteaux'’ qui interdit tout passage.
La plupart de ces régions sont habitées de gens prospères et satisfaits. Toutefois, ceci est naturellement défavorable à une intrigue. De nombreuses poches, dans tout le pays d'Oz, sont coupées de la culture principale pour des raisons géographiques ou culturelles. Beaucoup n'ont jamais entendu parler d'Ozma, rendant impossible pour eux de la reconnaître comme leur reine légitime. Ces régions sont concentrées sur les bords du pays et constituent les principaux décors pour les livres qui se passent entièrement à Oz. The Lost Princess of Oz, par exemple, se déroule entièrement dans une région sauvage du pays Winkie, entre deux zones habitées. Dans Glinda of Oz, Ozma parle de son devoir de découvrir tous ces coins ignorés d'Oz.
Dans Le Magicien d'Oz, une route de brique jaune traverse le pays des Munchkins jusqu'à la capitale, la Cité d'Émeraude. D'autres routes de ce type sont aussi présentes dans d'autres ouvrages : une vient du pays Gillikin, dans Le Merveilleux Pays d'Oz, et une deuxième du pays Munchkin dans The Patchwork Girl of Oz. Le film de 1939 de la Metro-Goldwyn-Mayer présente une route en brique rouge, dont la destination n'est pas précisée. C'est la route par laquelle l'armée Munchkin rentre dans la Cité d'Emeraude. Cette incertitude sur son tracé est la base d'une nouvelle de Frederick E. Otto.
Oz est complètement entourée sur ses quatre côtés par un désert, ce qui isole les citoyens d'Oz de la découverte et l'invasion. Dans les deux premiers livres, il s'agit simplement d'un désert, avec seulement son étendue pour le rendre dangereux au voyageur. En effet, dans Le Merveilleux Pays d'Oz, Mombi tente de s'échapper à travers lui et Glinda la poursuit à travers les sables. Pourtant, c'est la zone de démarcation entre la magie d'Oz et le monde extérieur, et les singes ailés ne peuvent pas obéir à l'ordre de Dorothy de la ramener chez elle, parce que cela les conduirait en dehors des terres d'Oz. Dans Ozma, la princesse d'Oz, c'est devenu un désert magique, le Désert mortel avec ses sables qui détruisent la vie (aucune destruction n'est décrite dans les livres d'Oz, à l'inverse du film Return to Oz), une fonctionnalité qui reste constante dans le reste de la série. Le désert est néanmoins traversé à de nombreuses reprises, tant par les enfants de notre monde (la plupart du temps inoffensifs) que par le Magicien d'Oz lui-même et de plus sinistres personnages, comme le roi des Nomes, qui tente de conquérir Oz. Après cette tentative, dans The Emerald City d'Oz, le livre se termine par la création par Glinda d'une barrière d'invisibilité autour du pays d'Oz, pour améliorer sa protection. C'est, en fait, une tentative sérieuse, de la part de Baum, pour échapper à la série, mais l'insistance des lecteurs aboutit à la poursuite de celle-ci, et donc à la découverte de nombreuses façons pour les gens de passer à travers cette barrière, ainsi que sur le sable. En dépit de cette évasion continue, la barrière elle-même demeure. Nulle part, dans aucun des livres d'Oz, Baum ne suggère que les habitants envisagent de supprimer la barrière magique.
Autour de ce désert se trouvent d'autres pays imaginaires comme le royaume d'Ev, voisin du pays des Nomes, où arrivent Dorothy Gale et la poule Billina, ainsi qu'Ix, Mo, la Nolande ou la Bobolande. Dans son quatrième livre, l'auteur présente une série de mondes souterrains : le Royaume des Végétaux, la Terre des Mouches, avec ses dangereux ours invisibles, où le monde des Gargouilles, habité par des êtres en bois.

### Ouest et Est
La première carte connue d'Oz est une plaque de verre utilisée par Baum pour son exposition itinérante Fairylogue and Radio-Play, montrant le pays bleu des Munchkins à l'est et le pays jaune des Winkies à l'ouest. Ces orientations sont confirmées par le texte de tous les livres d'Oz de Baum, surtout le premier, dans lequel la Méchante Sorcière de l'Est règne sur les Munchkins, et la Méchante Sorcière de l'Ouest sur les Winkies.
Comme les cartes occidentales traditionnelles, la carte du Fairylogue and Radio-Play plaçait l'ouest à gauche, et l'est à droite. Toutefois, la première carte d'Oz à paraître dans un livre d'Oz montrait des sens inversés, et une rose des vents ajustée en conséquence. On pense que cela résulte d'une erreur de Baum, qui copie de la carte du mauvais côté de la plaque de verre, obtenant, de ce fait, une image spéculaire de la carte recherchée. Quand Baum se rend compte de l'erreur, il inverse la rose des vents pour la replacer dans le bon sens. Toutefois, un correcteur de Reilly et Lee retourne à nouveau la rose des vents, pensant ainsi rectifier une erreur, mais, de fait, ajoutant encore à la confusion. En particulier, Ruth Plumly Thompson va souvent se tromper dans les sens, dans ses propres livres d'Oz ultérieurs.
Une autre spéculation découle de la conception originale d'Oz, qui, à première vue, semble être situé dans un désert américain. Si Baum a pensé que le pays Munchkin était le plus proche de lui, il aurait été à l'est alors qu'il vivait à Chicago, mais, quand il a déménagé en Californie, il se serait retrouvé à l'ouest.
Les cartes modernes d'Oz sont presque universellement établies avec les Winkies à l'ouest et les Munchkins à l'est, bien que l'ouest et l'est apparaissent bien souvent inversés. Beaucoup de fans d'Oz pensent que c'est le sens correct, peut-être en raison du sort de Glinda, qui a pour effet de tromper la plupart des boussoles traditionnelles. Une autre explication est à sa ressemblance avec le monde qu'Alice trouve de l'autre côté du miroir, dans lequel tout est inversé. Peut-être cela reflète seulement la nature extraterrestre d'Oz. Dans son livre Le Nombre de la Bête, Robert A. Heinlein explique qu'Oz est une planète rétrograde, ce qui signifie qu'elle tourne dans le sens opposé à celui de la Terre, le soleil semblant se lever sur la gauche pour quelqu'un tourné vers le nord. Le Miroir magique d'Oz, de March Laumer, attribue ces changements à un personnage nommé Till Orangespiegel, qui tente de colorer en orange le pays d'Oz.

### Situation
Oz, comme tous les pays fantastiques de Baum, est présenté comme existant dans le cadre du monde réel, bien protégé de la civilisation par des barrières naturelles. En effet, dans les premiers livres, rien n'indique qu'il n'est pas caché dans les déserts des États-Unis. Il acquiert progressivement des pays magiques voisins, souvent à partir d'œuvres indépendantes de Baum, comme Ix de Queen Zixi of Ix, et Mo (en) de The Magical Monarch of Mo. Le premier d'entre eux à apparaître est Ev (en), introduit dans Ozma, la princesse d'Oz.
Dans Tik-Tok of Oz, Baum inclut, dans les pages de garde, des cartes qui situent définitivement Oz sur un continent avec ses pays voisins. Oz est le plus grand pays sur le continent officieusement connu sous le nom Nonestica. Ce nom a été proposé par Robert R. Pattrick pour l'ensemble des pays voisins d'Oz, alors qu'Ozeria désignerait l'ensemble du continent. Mais ce nom n'est généralement pas utilisé dans les discussions des fans. Ce continent, qui comprend également les pays d'Ev, Ix et Mo, est également connu sous le nom de Phunniland, entre autres. Nonestica est, selon la carte, dans l'océan Nonestique. Un grand nombre d'indices dans les livres montrent que Baum place ce continent quelque part dans le sud de l'océan Pacifique. Au début d'Ozma, la princesse d'Oz, Dorothy Gale se dirige vers l'Australie avec son oncle Henry, quand elle tombe à la mer (dans une cage à poules, avec Billina, la poule jaune), et atterrit sur les côtes d'Ev (un cas rare, dans lequel un étranger atteint la terre d'Oz par des moyens non-magiques ou apparemment non-magiques). Des palmiers poussent devant le Palais royal dans la cité d'émeraude, et les chevaux ne sont pas indigènes à Oz, deux points compatibles avec un emplacement dans le Pacifique sud. Des illustrations et des descriptions de maisons ozites de forme ronde surmontées de dômes supposent une architecture non-occidentale. Inversement, Oz a des éléments techniques, architecturaux et urbains typiques de l'Europe et l'Amérique du Nord au tournant du XXe siècle, mais il peut s'agir d'un apport culturel dû à des sources extérieures inhabituelles (voir, ci-dessous, la section Histoire). Ruth Plumly Thompson affirme, dans son premier livre d'Oz, The Royal Book of Oz, que la langue d'Oz est l'anglais, ce qui suggère également l'influence européenne ou américaine.
Un argument contre le Pacifique sud, c'est que les saisons d'Oz sont représentés par les mêmes saisons qu'aux États-Unis, en même temps. En outre, dans The Wishing Horse of Oz, Pigasus suit l'Etoile polaire, quand il vole à Thunder Mountain, ce qui ne peut avoir lieu que dans l'hémisphère Nord.

### Inspiration
La création de la Cité d'Émeraude par Baum peut lui avoir été avoir été inspirée par la Ville blanche de l'Exposition universelle colombienne, où il se rend fréquemment. La construction rapide de celle-ci, en moins d'un an, a peut-être été un élément dans la construction rapide de la Cité d'Émeraude dans le premier livre.
Schématiquement, Oz est un peu comme les États-Unis, avec la Cité d'Émeraude prenant la place de Chicago : à l'est, des forêts mixtes et des terres agricoles, à l'ouest, des plaines dépourvues d'arbres et des champs de blé, au sud, une terre rouge, la chaleur et une végétation luxuriante.
Il a également été supposé, depuis que Le Magicien d'Oz a été écrit, qu'Oz peut être basé sur la Chine. De toute façon, l'influence orientale sur Oz a été noté par plus d'un expert.
Ruth Plumly Thompson a pris une direction différente avec ses livres d'Oz, introduisant des éléments européens, tels que le personnage de The Yellow Knight of Oz, un chevalier tout droit sorti de la légende arthurienne.
Une nouvelle découverte explique l'origine des cartes que Baum affirme avoir découvert, plutôt que dessinées avec sa propre imagination. Le livre The Origin of The Wonderful Wizard of Oz fournit des preuves montrant que les cartes présentées dans les livres d'Oz, quarante en tout, ont été tirées d'esquisses issues du texte d'une version de la Bible du roi Jacques, datant des environs de 1611.

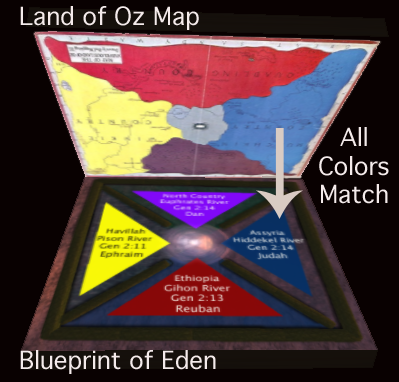
La carte d'Oz reflète le plan de l'Éden, selon la Merkabah.
Même les couleurs correspondent.

Une autre théorie prétend qu'Oz est le reflet de l'Éden, organisé selon le symbolisme connu sous le nom de Merkabah. « Baum reflète la carte de l'Éden correspondant aux structures émotionnelles humaines par les images que nous nous faisons à travers le portrait des quatre personnages ». Les symboles de la Merkabah, l'Homme, le Taureau, le Lion et l'Aigle, sont transposés, respectivement, dans les personnages de Dorothy, Tin Woodman, Lion et Scarecrow.

## Habitants
Le démonyme canonique pour les habitants d'Oz est Ozite. Le terme apparaît dans Dorothy and the Wizard in Oz, The Road to Oz, et The Emerald City of Oz. Le terme Ozien se retrouve dans l'œuvre moderne Wicked.

### Immortels
Le monde des livres Oz est dirigé (et probablement créé) par les immortels. Il s'agit notamment de fées, des gnomes (L. Frank Baum écrit « nomes »), des sirènes, des nymphes et plusieurs races créés par Baum lui-même, notamment les ryls, les knooks, les gigans et les rampsies.
Tous les immortels sont gouvernés par trois immortels « maîtres », décrits par Baum dans The Life and Adventures of Santa Claus :

« Mais au centre du cercle étaient assis trois autres personnes qui possédaient des pouvoirs si grand que tous les rois et les reines leur montraient du respect. »

« C'étaient Ak, le Maître Bûcheron du Monde, qui règne sur les forêts et les vergers et les oliveraies ; et Kern, le Maître Laboureur du Monde, qui règne sur les champs de céréales et les prairies et les jardins ; et Bo, le Maître Marin du Monde, qui règne sur les mers et tous les bateaux qui flottent dessus. Et tous les autres immortels sont plus ou moins soumis à ces trois. »

#### Fées
Le mot « fée » est utilisé de plusieurs façons dans les livres d'Oz. Le terme « peuple des fées » est souvent utilisé pour décrire les gens d'Oz, qui semblent n'être rien de plus que des habitants humains d'un pays féerique. Un certain nombre de créatures surnaturelles sont aussi appelées des fées. Cela va des esprits féminins de la nature, qui vivent dans le brouillard et sur l'arc en ciel, aux nomes, qui sont apparemment tous des hommes, mais également décrits comme des fées de la Terre.
Les plus puissantes des fées ne sont jamais désignées sous un autre nom dans les livres, même si parfois Baum les différencie par l'orthographe, écrivant Fée, avec un F majuscule. Les Fées semblent être la race la plus puissante, avec un pouvoir apparemment sans limites. Elles voyagent en bandes, gouvernées par la Reine des Fées, et passent principalement leur temps à aider les mortels et à danser.
Lurline est une Reine des Fées et elle et son groupe ont été ceux qui ont fait d'Oz un pays féerique. Selon les livres tardifs de Baum, Ozma est un membre de la bande de Lurline. Il n'y a pas d'autres Fées de la plus haute caste dans les livres d'Oz, bien que The Life and Adventures of Santa Claus et la Queen Zixi of Ix, qui ont lieu dans des pays voisins d'Oz, mentionnent tous deux d'autres Reines des Fées et leurs bandes.

#### Nomes/Gnomes
Baum introduit les Nomes dans Ozma of Oz et ils servent d'antagonistes dans le reste de la série. Baum a toujours orthographié leur nom sans le traditionnel G (qui ne se prononce pas en anglais), peut-être pour américaniser le nom, ou le rendre plus facile à prononcer pour son auditoire enfantin. Thompson, ultérieurement, « corrige » l'orthographe de Baum dans son premier livre, et conserve la graphie « gnome » dans tous les livres d'Oz qu'elle écrit.
Les Nomes sont des êtres souterrains, qui passent leur temps à extraire des pierres précieuses de la terre. Ils considèrent toute la richesse minérale du monde comme leur légitime propriété, ce qui conduit souvent à des conflits avec d'autres races. Par exemple, lorsque le frère du Shaggy Man disparaît dans une mine, c'est parce que les Nomes l'ont capturé. Ils ont une puissante armée, mais peu de capacités magiques innées. Bien qu'ils jouent un rôle majeur dans la série d'Oz, dans la majeure partie de celle-ci, il n'y a pas de Nomes qui vivent effectivement à Oz.

#### Autres races
Les autres races immortelles du monde des livres d'Oz jouent des rôles moins importants, figurant en grande partie dans les livres des « zones-frontières » de Baum, dont l'intrigue se déroule en dehors d'Oz.
Les sirènes prennent soins de toute vie dans l'océan et les nymphes ont une fonction analogues dans les forêts, sous la direction des fées. Les nymphes sont aidés par les ryls, qui colorent les fleurs et soignent les plantes, et les knooks, qui sont des créatures tordues qui gouvernent les bêtes.
Les massifs gigans servent aussi les fées jusqu'à ce que la Reine des fées Lulea, ennuyée par leur grande taille, les transforme en minuscules rampsies, les plus petits de tous les immortels. Leur rôle est inconnu, car ils sont uniquement mentionnées dans un court récit de Baum, Nelebel's Fairyland, dans lequel les gigans, qui s'ennuient, remodèlent le pays.

#### Humains immortels
Les habitants humains indigènes d'Oz sont nommés en fonction des régions où ils vivent : Munchkins, Winkies, Quadlings et Gillikins, auxquels s'ajoutent les résidents de la Cité d'Émeraude. Depuis l'époque de l'enchantement de Lurline, ils ne vieillissent ni ne meurent. Baum se réfère aux humains, dans ou hors d'Oz, sous le terme d'« êtres de chair », par opposition aux non-humains, comme l'Épouvantail ou le Tin Woodman.

### Mortels
Bien que Baum n'utilise pas souvent le mot « mortel », Thompson semble beaucoup plus attachée à l'utilisation de celui-ci, pour décrire les gens venus à Oz du grand monde extérieur. Comme Oz est un endroit comme les autres avant l'enchantement de Lurline, il semble que les seuls mortels d'Oz sont ceux qui ne s'y trouvaient pas lorsque le pays est enchanté, et, par la suite, ceux qui n'y sont pas nés.
Le Magicien est le premier mortel d'Oz décrit dans les livres de Baum, suivi par Dorothy et tous les personnages qu'elle rencontre durant ses voyages. Hormis le Magicien, les seuls mortels qui, à l'origine, dans les livres de Baum, trouvent le chemin d'Oz sans Dorothy, sont Trot, Cap'n Bill et Betsy Bobbin.

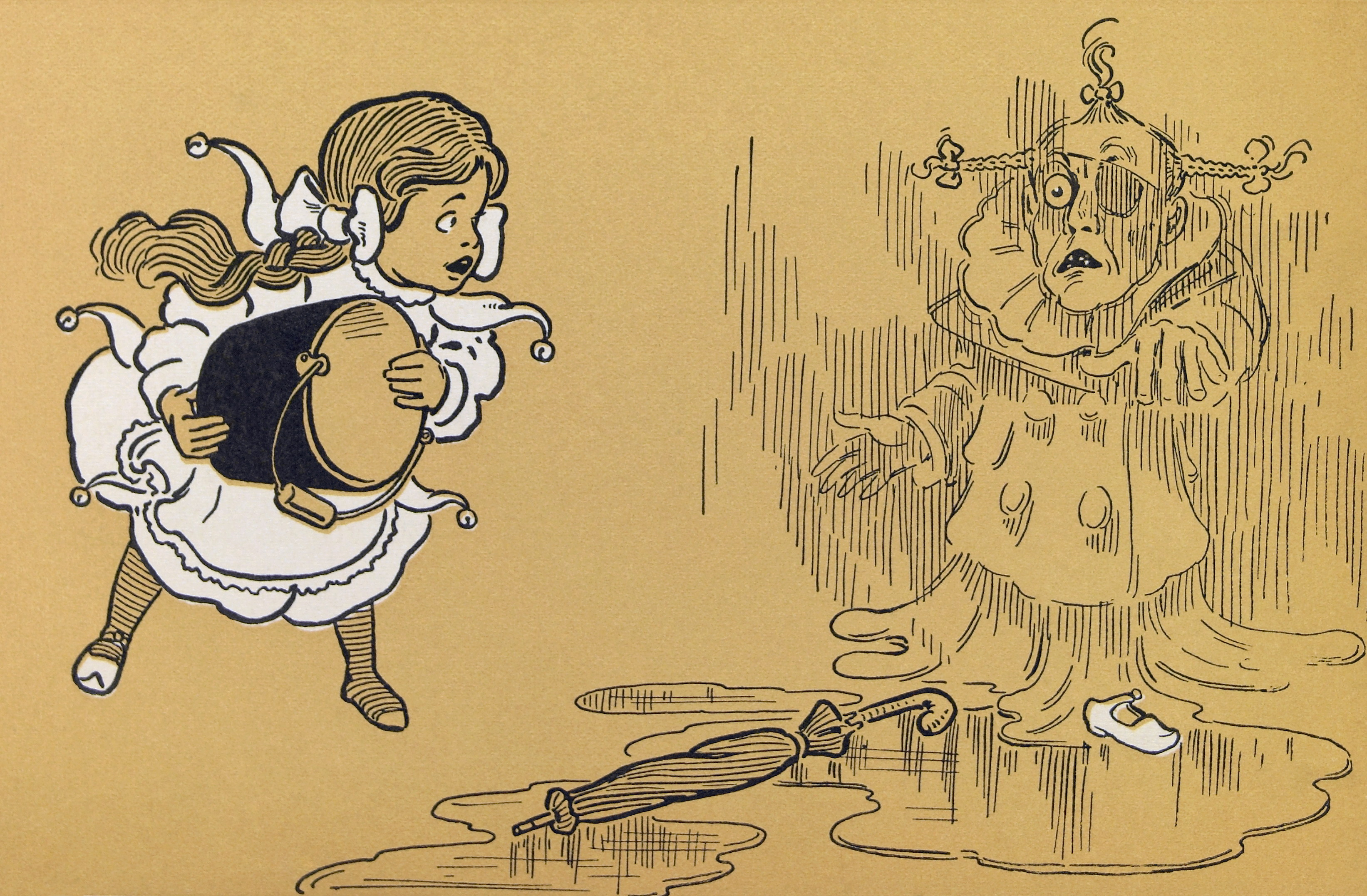
La Méchante Sorcière de l'Ouest fond.
Illustration de William Wallace Denslow pour la première édition de The Wonderful Wizard of Oz (1900).

#### Sorcières et magiciens
Dans The Wonderful Wizard of Oz, les terres du nord, du sud, de l'est et de l'ouest d'Oz sont toutes dirigées par une Sorcière. Les Sorcières du nord et du sud (Glinda) sont bonnes, tandis que les Sorcières de l'est et l'ouest sont méchantes. Glinda, la Bonne Sorcière du sud, se révèle, plus tard, être la plus puissante des quatre. Après que la maison de Dorothy a écrasé la Méchante Sorcière de l'Est, libérant ainsi les Munchkins de l'esclavage, la Bonne Sorcière du nord explique à Dorothy qu'elle (la Sorcière du Nord) n'est pas aussi puissante que la Méchante Sorcière de l'Est l'était, sinon elle aurait elle-même libéré les Munchkins.
Au cours de la première scène à Oz, dans Le Magicien d'Oz, la Bonne Sorcière du Nord (Locasta ou Tattypoo) explique à Dorothy qu'Oz a encore des sorcières et des sorciers, car ce n'est pas un pays civilisé. Elle poursuit en expliquant que les sorcières et les magiciens peuvent être bons ou mauvais, contrairement aux sorcières mauvaises dont on avait parlé à Dorothy. Ce livre ne contient que les quatre Sorcières (en dehors du magicien charlatan), mais, en dépit de l'interdiction d'Ozma d'utiliser la magie, de nombreux autres magiciens opèrent dans les œuvres ultérieures.
Baum a tendance à mettre une majuscule au mot « sorcière » lorsqu'il désigne les Sorcières du nord, du sud, de l'est ou de l'ouest, mais ne le fait pas lorsqu'il se réfère aux sorcières en général. Par exemple, dans la première scène précitée de The Wonderful Wizard of Oz, Locasta (ou Tattypoo) remercie Dorothy d'avoir tué la « Méchante Sorcière de l'Est », et se présente comme la Sorcière du Nord, le mot « Sorcière » prenant une majuscule dans les deux cas. Cependant, quand elle dit à Dorothy : « Je [la Sorcière du Nord] suis une bonne sorcière, et les gens m'aiment », le mot « sorcière » n'est pas écrit avec une majuscule.
Le blanc est la couleur traditionnelle des sorcières dans Oz. La Bonne Sorcière du nord porte un chapeau blanc pointu et une robe blanche ornée d'étoiles, tandis que Glinda, la Bonne Sorcière du Sud (appelée « ensorceleuse » dans les livres ultérieurs), porte une robe blanche unie. Dorothy est prise pour une sorcière, non seulement parce qu'elle a tué la Méchante Sorcière de l'Est, mais aussi parce que sa robe est à carreaux bleus et blancs.
Ozma, une fois sur le trône, interdit l'utilisation de la magie par quiconque, à l'exception de Glinda la Bonne, le Magicien et elle-même, de même que, plus tôt, la Bonne Sorcière du Nord avait interdit l'usage de la magie à toute autre sorcière dans ses domaines. L'usage illicite de la magie est une caractéristique fréquente des méchants dans les œuvres ultérieures de la série, apparaissant dans The Scarcrow of Oz, Rinkitink in Oz, The Lost Princess of Oz, The Tin Woodman of Oz et The Magic of Oz.
Dans le roman Le Magicien d'Oz, un magicien règne sur la Cité d'Émeraude.
D'autres sorcières secondaires sont apparues ultérieurement dans la série d'ouvrages : Baum créa le personnage de Blinkie, dans l'ouvrage The Scarecrow of Oz, comme étant la Méchante Sorcière du pays Jinxland, au Sud du Pays d'Oz. D'autres sorcières apparurent dans des œuvres bien plus tardives écrites par d'autres auteurs étendant l'univers d'Oz : Ruth Plumly Thompson, dans son ouvrage The Wishing Horse of Oz en 1935, fit apparaître Gloma comme étant la Bonne Sorcière de l'Ouest ; puis Rachel Cosgrove Payes, dans son livre The Wicked Witch of Oz en 1952, nomma Singra la Méchante Sorcière du Sud, qui s'éveilla après avoir été endormi par Glinda pendant 100 ans ; enfin Eric Shanower en 1992 dans son livre The Blue Witch of Oz créa lui Abatha, la Bonne Sorcière de l'Est ou la Sorcière Bleue des Munchkins, etc..

#### Autres races
Il existe une multitude d'autres races qui vivent dans le pays d'Oz, dont un grand nombre n'apparaît qu'une seule fois. Parmi celles-ci :
- Les Têtes-Plates : des êtres humains qui portent leur cerveau dans des boîtes.
- Les Cuttenclips : des poupées en papier vivantes.
- Les Têtes de marteaux : une race sans bras avec une cou extensible.
- Le peuple-brioche de Bunbury.
- Les lapins de Bunnybury.
- Les ustensiles de cuisine vivants d'Utensia.
- Les Fuddles : des puzzles anthropomorphes.
- Le peuple de porcelaine.
- Les Loons : un peuple de ballons vivants.
- Les Hoopers : des personnes de grande taille, qui se déplacent en saisissant leurs chevilles et en roulant.

Hormis celles-ci, il y a beaucoup d'autres races étranges qui vivent dans le désert d'Oz. Malgré la suzeraineté de Ozma, la plupart des communautés vivent de manière autonome, Oz a une grande tolérance pour l'excentricité et la bizarrerie.
Beaucoup de personnages d'Oz sont des objets animés. Des personnages comme le Chat de verre ou l'Épouvantail sont communs. Des régions entières abritent ces êtres animés. Le Pays de porcelaine délicate est entièrement rempli de créatures en porcelaine, qui se pétrifieraient en figurines si on les en ôtait, et la Princesse de porcelaine vit dans la peur de se briser, parce qu'elle ne serait plus jamais aussi jolie, même réparée.
De nombreux autres personnages sont très différenciés, certains étant même l'unique membre d'une espèce. Nombre de ces personnages, issus du monde extérieur, trouvent refuge à Oz, qui est très tolérante à l'excentricité.

## Histoire

### Préhistoire
L'histoire d'Oz avant The Wonderful Wizard of Oz (souvent appelée la préhistoire d'Oz, dans la mesure où elle a lieu avant les « histoires » de Baum) est souvent l'objet de discussions, car Baum lui-même en donne des versions contradictoires. Dans Le Magicien d'Oz, le personnage principal raconte qu'il était ventriloque et aérostier dans un cirque d'Omaha. Pendant un vol, la corde d'ouverture de la soupape de son ballon s'emmêle, l'empêchant de descendre avant le lendemain matin. Il se réveille en découvrant qu'il flotte au-dessus d'une terre étrangère. Quand il débarque, les gens pensent qu'il est un grand sorcier, en raison de sa capacité de voler. Il se garde de les détromper, et, grâce à son nouveau pouvoir, il leur fait construire une ville avec un palais au centre d'Oz. Il leur ordonne également de porter des lunettes vertes, de sorte que la cité semble faite d'émeraudes. Toutefois, dans les livres d'Oz ultérieurs, la ville est représentée comme étant effectivement faite d'émeraude ou d'autres matériaux verts. Le second paragraphe du chapitre 3 de The Emerald City of Oz indique : « La Cité d'Emeraude est entièrement bâtie de beaux marbres incrustés d'une profusion d'émeraudes, chacune d'elles exquisément ciselée et de grand taille ». Le Magicien est un jeune homme quand il arrive à Oz et il y vieillit. Terrifié par les Méchantes Sorcières de l'ouest et l'est, qui, contrairement à lui, pratiquent la vraie magie, le Magicien se cache dans une pièce de son palais et refuse de voir les visiteurs. Il vit ainsi jusqu'à l'arrivée de Dorothy, dans le premier livre.
Dans Le Merveilleux Pays d'Oz, la préhistoire est légèrement modifiée. Glinda, la Bonne Sorcière du sud, révèle que le Magicien a usurpé le trône du roi d'Oz précédent, Pastoria, et caché sa fille Ozma. C'est la réaction de Baum au spectacle populaire de Broadway, qu'en 1903 Baum adapte à partir de son livre, The Wonderful Wizard of Oz. Dans ce spectacle, le Magicien est le principal protagoniste et la Méchante Sorcière de l'ouest est mise de côté.
Le Magicien, cependant, est beaucoup plus populaire auprès de ses lecteurs que Baum ne le pense. Dans Ozma of Oz, il omet de mentionner que le Magicien a usurpé le trône du père d'Ozma, mais les plus grands changements surviennent dans le livre suivant.
Dans la préface de Dorothy and the Wizard in Oz, Baum, qui s'est aperçu que le Magicien est un personnage populaire chez les enfants qui avaient lu le premier livre, ramène ce Magicien. Dans ce livre, le Magicien donne encore une autre version de son histoire à Oz. Il dit à Ozma que son nom de naissance est Oscar Zoroastre Phadrig Isaac Norman Henkle Emmanuel Ambroise Diggs. Comme c'est un patronyme très long, et que ses six dernières initiales forment PINHEAD (« tête d'épingle », en anglais, mais le mot a aussi le sens d'imbécile), il n'a conservé que les deux premières, OZ. La partie de son histoire avec le ballon n'a pas changé, sauf pour un détail, ajouté par Ozma, selon laquelle le peuple a probablement vu ses initiales sur son ballon et les a pris comme le présage qu'il devait être leur roi Elle rapporte que le pays était déjà nommé Oz (un mot qui, dans leur langue, signifie « grand et bon ») et qu'il est normal pour les dirigeants d'avoir des noms qui sont des variations d'Oz (le roi Pastoria étant une exception notable à cette règle).
Ozma précise encore qu'il y avait autrefois quatre Méchantes Sorcières à Oz, qui se sont liguées pour renverser le roi, mais les Sorcières du nord et du sud ont été remplacées par les Bonnes Sorcières bien avant que le Magicien n'arrive à Oz. Selon cette version, le Roi était, à l'époque, le grand-père d'Ozma. Cette version de la préhistoire rétablit la réputation du Magicien, mais augmente la confusion, Ozma et son père étant tous deux nés en captivité.
Dans The Tin Woodman of Oz, Baum raconte comment Oz est devenu un pays fantastique :
« Oz n'a pas toujours été un pays fantastique, m'a-t-on dit. Autrefois, il était très semblable à d'autres pays, sauf qu'il était isolé par un désert d'affreuses étendues de sable qui l'entourait de toutes parts, empêchant ainsi tout contact de son peuple avec le reste du monde. En voyant cet isolement, le groupe de fées de la Reine Lurline, passant au-dessus d'Oz pendant un voyage, enchanta le pays et en fit un pays fantastique. Et la Reine Lurline laissa une de ses fées pour gouverner ce pays fantastique d'Oz, puis s'en alla et oublia ».
Dès lors, à Oz, plus personne ne vieillit, ne tombe malade ou meurt. Après être devenu un pays fantastique, Oz accueille beaucoup de sorcières, de magiciens et de sorciers, jusqu'au moment où Ozma rend illégale la pratique de la magie sans permis. Cependant, une autre incohérence contredit l'histoire qui fait d'elle la fille de Pastoria. Il est implicite qu'Ozma est la fée laissées par la reine Lurline pour gouverner le pays, ce qui est confirmé plus tard dans Glinda of Oz :

« Si vous êtes vraiment la Princesse Ozma d'Oz, » dit le Flathead, « vous êtes l'une de ce groupe de fées qui, sous la reine Lurline, fait d'Oz un pays fantastique. J'ai entendu dire que Lurline a 
laissé une de ses propres fées pour diriger Oz et a donné à cette fée le nom d'Ozma. »

Bien que cela explique pourquoi personne ne meurt ou ne vieillit, et qu'il y a des gens d'âges différents à Oz, c'est complètement incompatible avec les versions antérieures de la préhistoire. Maguire, l'auteur de Wicked, répond à cette incohérence en disant que le peuple d'Oz croit qu'Ozma se réincarne, que son esprit a été laissé par Lurline, mais que son corps renaît dans différentes reines mortelles.
Dans The Magical Mimics in Oz, de Jack Snow, la préhistoire est réécrite. Cette version raconte qu'Ozma a été donnée au roi d'Oz comme fille adoptive, car il était vieux et n'avait pas d'enfants.
Dans les histoires du Magic Land, d'Alexander Melentyevich Volkov, la préhistoire est assez différente. Le pays est créé 6 000 à 7 000 ans plus tôt, par un sorcier nommé Gurrikap, qui en avait assez des quémandeurs. Il décide donc de trouver un endroit où personne ne vienne l'ennuyer. Il découvre une terre lointaine et séparée du reste du monde, à laquelle il adjoint toutes sortes d'enchantements (la version de Volkov ne semble pas inclure toutes les formes de l'immortalité). Toutefois, il ne remarque pas que le pays abritait déjà des gens (car c'était un géant, qui souffrait déjà de la myopie, à son âge avancé, et les habitants du Pays Magique étaient beaucoup plus petits que ceux vivant ailleurs). Après sa découverte des autochtones, il décide que la suppression des enchantements est inutile et ordonne aux gens de se tenir à l'écart de son château. Après cela, parmi les événements notables, on note une tentative de conquête par une sorcière nommée Arachna. Gurrikap est encore en vie et il la plonge dans un sommeil enchanté pour 5 000 ans. Son réveil constitue la trame de l'intrigue du cinquième livre de la série de Volkov. Un prince, nommé Bofaro, tente de renverser son père environ 1 000 ans avant l'histoire de Baum. Lui est ses partisans sont bannis dans une grotte et deviennent les principaux fournisseurs de métal et de pierres précieuses au Pays Magique, peut-être comme les Nomes. Dans cette chronologie, l'arrivée des Quatre Sorcières se produit vers -500.

### L'histoire des six premiers livres
Dorothy Gale et sa maison tout entière sont emportées du Kansas à Oz par une tornade. Lorsque la maison atterrit, elle écrase la Méchante Sorcière de l'Est, dirigeante des Munchkins (dans le livre de Gregory Maguire, Wicked: The Life and Times of the Wicked Witch of the West, elle porte le nom de Nessarose (ou Evanora dans Le Monde fantastique d'Oz dans le film de Sam Raimi). Essayant de rentrer chez elle, Dorothy Gale arrive à la Cité d'Émeraude. En chemin, elle rencontre le Bûcheron de fer-blanc, le Lion poltron et l'Épouvantail, qui l'accompagnent. Dans la Cité d'Émeraude, ils deviennent les premiers à obtenir une audience du Magicien depuis qu'il s'est retiré dans la solitude. Ce dernier se déguise, car il a peur de Dorothy, qui porte maintenant les pantoufles d'argent magiques de la Méchante Sorcière de l'est. Il envoie Dorothy et son groupe détruire la Méchante Sorcière de l'Ouest, en échange de la promesse d'accéder à sa demande d'être renvoyée chez elle. À sa grande surprise, Dorothy « détruit » la Sorcière blanche en jetant un seau d'eau sur elle, ce qui la fait fondre. Dans le spectacle de Broadway, Wicked, vaguement basé sur le livre de Maguire, ceci se révèle faux, la Sorcière blanche contrefait sa mort, avec l'aide de l'Épouvantail. Le Magicien, sommé de tenir sa promesse, révèle au groupe qu'il n'est en fait pas un vrai magicien et n'a pas de pouvoirs magiques. Il promet cependant de réaliser le souhait de Dorothy et de la ramener chez elle lui-même, avec son ballon. Il laisse l'Épouvantail gouverner Oz à sa place. Dans Wicked, Glinda révèle, par la suite, que le Magicien est le père naturel d'Elphaba (ou Theodora dans Le Monde fantastique d'Oz dans le film de Sam Raimi), la Méchante Sorcière de l'ouest. Glinda le renvoie en montgolfière et l'Épouvantail, plus connu sous le nom de Fiyero, quitte Oz secrètement avec la Méchante Sorcière de l'ouest.
Enfin, on découvre que le Magicien avait confié la fille (ou petite-fille) du dernier roi d'Oz Pastoria, la princesse Ozma, à la vieille sorcière Mombi, afin que celle-ci la cache. Mombi transforme Ozma en un garçon nommé Tip, qu'elle élève. Lorsque tout cela est révélé, Tip est retransformé en Ozma et reprend son rôle légitime de souveraine bienveillante d'Oz. Ozma résiste avec succès à plusieurs tentatives de renversement, par différentes armées. Afin d'éviter toute remise en cause de son autorité sur Oz, elle interdit la pratique de la magie dans Oz, sauf par elle-même, le Magicien, qui est de retour et s'est amendé et par Glinda. Elle obtient de Glinda que celle-ci rende Oz invisible pour tous ceux qui viennent de l'extérieur. Ozma reste la souveraine d'Oz dans l'ensemble de la série.
La reine Gayelette règne avec son époux Quelala sur le pays Gillikin. C'est elle qui force les singes ailés à obéir à trois vœux du détenteur du chapeau d'or. Le bûcheron de fer-blanc dirige le pays Winkie.

## Économie et politique

Le drapeau royal d'Oz, tel qu'il est décrit dans Dorothy and the Wizard in Oz.

Certains analystes politiques affirment qu'Oz est une utopie socialiste à peine déguisée, bien que d'autres spécialistes de Baum soient en désaccord. Les partisans de la théorie socialisante s'appuient sur cette citation de The Emerald City of Oz :

« Il n'y avait pas de pauvres dans le pays d'Oz, parce qu'il n'y avait rien de tel que l'argent, et tous les biens de toute sorte appartenait au Souverain. Chaque personne recevait librement de ses voisins tout ce dont il avait besoin pour son usage, ce qui est tout ce que n'importe qui peut raisonnablement désirer. Tout le monde travaillait la moitié du temps et s'amusait la moitié du temps, et les gens appréciaient le travail autant que le loisir, car il est bon d'être occupé et d'avoir quelque chose à faire. Il n'y avait pas de cruels surveillants pour les observer, et personne pour les réprimander ou trouver à redire à ce qu'ils faisaient. Donc, chacun était fier de faire tout ce qu'il pouvait pour ses amis et voisins et était content qu'ils acceptent les choses qu'il produisait. »

C'est une modification de la société initiale : dans les deux premiers livres, le peuple d'Oz vivait dans une économie fondée sur l'argent. Par exemple, les habitants de la Cité d'Emeraude utilisent des « pennies verts » comme monnaie. L'argent n'est pas supprimé de la série, mais exclu de la conception d'Oz. En effet, dans The Magic of Oz, un habitant d'Oz est en difficulté quand il va à Ev, parce qu'il ne connait pas la notion d'argent. Cette décision de retirer de l'argent d'Oz peut refléter les propres difficultés financières de Baum, à l'époque où il écrivait ces livres.
Comme Oz est dirigé par une reine, aussi bienveillante soit elle, Oz est plus proche d'une monarchie absolue que d'un État-providence ou d'un État marxiste. Quand elle apparaît dans la série, Ozma est le monarque de la seule Cité d'Émeraude, mais dans la description d'Ozma of Oz, Oz est présenté comme un État fédéral, un peu comme l'Empire allemand, constitué de monarchies plutôt que de républiques. Ozma est le dirigeant suprême de l'ensemble et des rois et des reines gouvernent de plus petits territoires.
La société devient de plus en plus utopique, en ce que la paix et la prospérité sont organisées, mais, dès le premier livre, le pays est prodigieusement riche, contrastant avec le Kansas des mauvaises récoltes, des sécheresses et des prêts hypothécaires. Oz est également aussi coloré que le Kansas est gris. D'autre part, malgré l'existence de la Cité d'Émeraude, Oz est un pays agraire, semblable au Kansas. L'histoire est interprétée comme une parabole populiste et elle contient, en vérité, de nombreux thèmes populistes.
Dans The Wonder City of Oz, la Princesse Ozma (appelée « reine Ozma » dans ce livre) se présente aux élections (« ozlection ») pour son poste de monarque, contre Jenny Jump, une nouvelle venu demi-fée du New Jersey. Toutefois, ce livre n'est pas écrit par Baum, mais par John R. Neill, deuxième successeur de Baum. En outre, la notion d'« ozlection » n'apparaît pas dans le manuscrit du livre de Neill, mais a été ajoutée par un correcteur des éditions Reilly et Lee.
Parfois, les dirigeants des territoires d'Oz ont des titres plus ronflants que ceux normalement en usage, mais cela a pour but principal de satisfaire la vanité de leurs titulaires. Le dirigeant du Pays Winkie est l'Empereur, le Bûcheron de fer-blanc. Le chef du pays Quadling est Glinda la Bonne. Le pays Munchkin est gouverné par un roi, plus tard identifié comme Cheeriobed, qui se révèle être marié à la Bonne Sorcière du nord. Cette dernière abandonne la direction du Pays Gillikin au roi Joe et à la reine Hyacinth d'Up Town.
Le drapeau royal d'Oz est basé sur la carte de la Terre d'Oz, les quatre couleurs représentent les quatre pays, et l'étoile verte représente la cité d'Émeraude.

## Défense
Oz est fondamentalement un pays pacifique et l'idée de subversion est largement inconnu à son peuple. La plupart des emplois militaires sont purement formels. Cela crée de nombreux problèmes, comme dans Le merveilleux pays d'Oz, où la cité d'Émeraude, qui est gardé seulement par un portier âgé et un soldat, qui, à cette époque, constitue toute l'armée d'Oz, est facilement conquise par l'Armée de la révolte, conduite par le général Jinjur. Cette armée est, à son tour, submergée par une autre armée de jeunes filles, dirigée par Glinda.
La sécurité d'Oz est surtout assurée par la magie, comme le sort de Glinda qui rende Oz complètement invisible. Oz a également une barrière naturelle, sous la forme d'un désert qui entoure le pays : toute personne qui touche le désert se transforme en sable. Le roi Nome essaie de conquérir Oz à plusieurs reprises. Une armée nominale existait autrefois, mais elle avait un ratio officiers supérieurs/soldats très élevé. Exceptés son commandant, le Bûcheron de fer-blanc, l'armée, telle qu'elle est présentée dans Ozma of Oz, est entièrement constituée d'officiers poltrons. À la fin du livre, il est dit qu'il y a trois soldats, au total, et qu'on ne sait pas combien d'officiers ont été laissés sur place pendant le voyage d'Ozma à Ev. Le soldat qui apparaît dans le livre, nommé Omby Amby, est ultérieurement promu au grade de capitaine général. Dans le film Return to Oz, l'homme mécanique Tik-Tok est, à lui seul, l'armée royale d'Oz.
Les tentatives faites par des étrangers pour conquérir le pays d'Oz sont fréquentes, particulièrement dans les livres d'Oz de Ruth Plumly Thompson. Mais ces tentatives sont toujours contrées avec succès à la fin, généralement par Ozma ou par des forces qui lui sont favorables.

## Éducation
Dans la capitale, la Cité d'Émeraude, l'Institut Royal d'éducation physique d'Oz est l'école la plus célèbre. Les élèves prennent des pilules pour apprendre la lecture, l'écriture et l'arithmétique, ainsi que la pratique de la plupart des sports.

## Personnages
Quelques personnages de la série, récurrents ou seulement mentionnés :
- Dorothy Gale, une jeune fille du Kansas, qui finit par s'installer définitivement à Oz.
- Toto, le petit cairn terrier à la robe sombre de Dorothy.
- Tante Em, la tante de Dorothy.
- Uncle Henry, l'oncle de Dorothy.
- Le Magicien d'Oz, l'ancien dirigeant d'Oz, à l'origine Oscar Diggs, d'Omaha dans l'État américain du Nebraska et, maintenant, un magicien expérimenté.
- Glinda, la Bonne sorcière du Sud, souveraine bienveillante du pays Quadling mais également la plus puissante Sorcière du pays d'Oz (cependant, dans le film de 1939 Le Magicien d'Oz de Victor Fleming, elle est la Bonne Sorcière du Nord), capable par exemple de rendre invisible le pays d'Oz en l'entourant d'une barrière protectrice, elle put également enlever les pouvoirs de la Méchante Sorcière Mombi, et était aussi la seule capable de permettre à Dorothy de rentrer chez elle. Elle est probablement, avec la Méchante Sorcière de l'Ouest, la plus célèbre Sorcière des ouvrages de Baum notamment par sa présence dans à peu près tous les livres.
- Locasta, la Bonne sorcière du Nord (ou Tattypoo), souveraine bienveillante du pays Gillinkin après avoir vaincu l'ancienne souveraine du pays, la Méchante Sorcière Mombi. Elle est aussi la première Sorcière que rencontre Dorothy et probablement la moins puissante des quatre Sorcières de l'époque, expliquant à Dorothy qu'elle n'était pas aussi puissante que la Méchante Sorcière de l'Est. Dans la série Once Upon a Time, la Sorcière du Nord était très gentille avant d'être contrariée par la Méchante Sorcière de l'Ouest, ce qui l'a rendu vilaine.
- La Princesse Ozma, la souveraine légitime d'Oz, fille de l'ancien Roi d'Oz Pastoria. Elle fut élevée sous le nom de Tip par Mombi, mais retrouva sa véritable apparence grâce à Glinda. À noter que dans Le Monde fantastique d'Oz, c'est Glinda qui est la souveraine légitime du pays d'Oz, étant la fille de l'ancien Roi qui n'est pas nommé.
- L'Épouvantail, un homme de paille vivant, brièvement roi de la Cité d'Émeraude. Dans la série Once Upon a Time, il est la cible de la Méchante Sorcière de l'Ouest et un ami fervent de Dorothy
- Le Tin Woodman (Nick Chopper), un homme enchanté, réalisé entièrement en fer-blanc, et l'actuel empereur des Winkies.
- Le Lion poltron, le timide Roi des Bêtes.
- Mombi, l'ancienne Méchante sorcière du Nord et le plus important antagoniste de l'histoire du pays d'Oz de par sa présence dans les ouvrages, mais également la plus ancienne Méchante Sorcière présente au pays d'Oz lors de l'arrivée de Dorothy. Elle est responsable de la chute de la famille royale d'Oz en asservissant tour à tour les différents souverains, et a permis par le fait aux trois autres Méchantes Sorcières de conquérir les autres pays d'Oz. Elle éleva Ozma en la transformant en garçon nommé Tip. Elle fut vaincue par Locasta qui ainsi libera et pris le contrôle du pays Gillinkin et plus tard fut privée de ses pouvoirs par Glinda.
- Elphaba, la Méchante sorcière de l'Ouest (ou Zelena dans Once Upon a Time ou encore Theodora dans Le Monde fantastique d'Oz), dictatrice du pays Winkie, asservissant toute la population. Très célèbre, elle fut l'une des plus puissantes Sorcières du pays d'Oz, redoutée par Glinda. De peau verte, elle fut aussi la première ennemie de Dorothy, qui tua accidentellement sa sœur la Méchante Sorcière de l'Est, et jura de se venger d'elle. Dorothy finit par la tuer en lui jetant un seau d'eau, ce qui la fit fondre.
- Le Gardien des Portes.
- Jellia Jamb, serviteur favorit d'Ozma.
- Jack Pumpkinhead, un homme fait de branches, avec une citrouille sculptée comme tête.
- Le Chevalet, un chevalet animé qui devient une sorte de cheval pour Ozma.
- Sa Majesté Woggle-Bug, T. E., un insecte qui a été agrandi à la taille humaine.
- Jinjur, ancien général de l'Armée de la révolte.
- Billina, une poule jaune qui, en arrivant à Oz, est devenue la reine des poulets.
- Tik-Tok, un robot à mécanisme d'horlogerie super-intelligent (un des premiers robots de la littérature).
- Le Tigre affamé, le plus proche compagnon du Lion poltron.
- Omby Amby, le capitaine-général de l'Armée royale.
- Le Shaggy Man, un autre homme du « monde réel ».
- Bouton-Brillant, un riche garçon de Philadelphie.
- Eureka, le chat de Dorothy. Dans Once Upon a Time, Dorothy a un chat du nom de Toto.
- La Patchwork Girl, (alias Scraps), une poupée vivante en patchwork, compagne de l'Épouvantail.
- Betsy Bobbin, une fille de l'Oklahoma, un an plus âgée que Dorothy, et qui vient à Oz avec une mule nommée Hank.
- Polychrome, la fée fille de l'Arc-en-ciel.
- Cap'n Bill, un ex-marin, qui est l'ami de Trot.
- Trot, une fille qui a un an de moins que Dorothy.
- Kabumpo, Elégant Elephant de Pumperdink.
- La Méchante Sorcière de l'Est (Nessarose dans Wicked ou Évanora dans Le Monde fantastique d'Oz), ancienne dictatrice asservissant le pays Munchkin, sœur de la Méchante Sorcière de l'Ouest. Elle fut tuée accidentellement par Dorothy, écrasée par sa maison, lors de son arrivée au pays d'Oz. Elle reste célèbre surtout pour avoir été la porteuse des fameux souliers en rubis (en argent dans le livre) que porta par la suite Dorothy. Dans la série Once Upon a Time, elle fut bannie d'Oz par la Méchante Sorcière de l'Ouest qui s'est opposée à elle.
- Jenny Jump, une fille de 15 ans, originaire du New Jersey, qui devient une demi-fée.
- Pastoria, ancien Roi d'Oz, plus tard asservi par la sorcière Mombi, tout comme son père. Lui ont ensuite succédé sur le trône Le Magicien d'Oz puis sa fille Ozma.
- La Méchante Sorcière du Sud (Singra dans l'œuvre de Rachel Cosgrove Payes The Wicked Witch of Oz), mentionnée par Ozma, elle était l'ancienne souveraine du pays Quadling mais fut vaincue et destituée par Glinda, peu avant l'arrivée du Magicien.
- Santa Claus.

## Versions parallèles du pays d'Oz

### Le film de 1939 de la Metro-Goldwin-Mayer
Le pays d'Oz dépeint dans le film de la Metro-Goldwin-Mayer (MGM) de 1939, réalisé par Victor Fleming, est très différent de celui décrit dans les livres. La différence la plus importante est que, dans le film, le pays d'Oz semble un rêve de Dorothy (en faisant ainsi un monde imaginaire), même si, à la fin, Dorothy affirme aux adultes qu'elle y est bien allée. Le message évident est que l'on doit apprécier sa vie quotidienne, même si elle est ennuyeuse. Ceci est en net contraste avec les livres, dans lequel Dorothy et sa famille sont finalement invités à s'installer à Oz, une banque ayant saisi leur ferme. Ceci montre, à la fois, qu'Oz est un lieu bien réel et que c'est une utopie par rapport au Kansas.
Il y a beaucoup d'autres petites différences entre les livres et le film. Par exemple, la première sorcière que Dorothy rencontre à Oz, dans le livre, est la Bonne Sorcière du Nord, un personnage secondaire qui n'apparaît qu'une seule autre fois dans les livres de Baum. Dans le film, ce personnage est confondu avec Glinda, qui est la Bonne Sorcière du sud, dans le livre.
Également, la Dorothy des livres est courageuse et débrouillarde, ne pleurant que lorsqu'elle est désespérée, tandis que la Dorothy du film, plus âgée (l'enfant de douze ans du livre est interprétée par Judy Garland, alors âgée de seize ans) passe plusieurs scènes du film à pleurer et à obéir à ce que d'autres lui disent de faire. Sa pusillanimité est pourtant éclipsée par celle du Lion. Ceci correspond plus à l'image de Dorothy que donne Thompson, Baum étant connu pour ses personnages féminins forts.
La Méchante Sorcière de l'ouest change également de façon significative entre le livre et le film. Dans les livres, aucune mention n'est jamais fait de sa couleur de peau, tandis que dans le film, elle est verte, sans explication, bien que les Winkies, qu'elle a asservis, soient également verts. Dans le livre, elle est décrite comme ayant un seul œil, qui peut voir des objets lointains, à la façon d'un télescope, mais, dans le film, elle utilise une boule de cristal pour observer Dorothy de loin. Le film MGM de 1939 fait la première référence au fait que les Sorcières de l'est et l'ouest sont sœurs, ce qui n'est pas le cas dans le livre.
Dans le film, le Magicien d'Oz ne recourt pas autant à la ruse que dans le livre. Dans le livre, il rencontre chaque membre du groupe de Dorothy un jour différent et prend une forme différente pour chacun d'eux. Dans le film, il ne prend qu'un seul aspect, celui d'une tête de géant.
La nature de la Cité d'Émeraude est modifiée dans le film. Dans le livre, la ville n'est pas vraiment verte, mais tout le monde est forcé de porter des lunettes vertes (soi-disant pour protéger leurs yeux de la splendeur éblouissante de la ville), faisant ainsi tout apparaître vert. Dans le film, la ville est réellement verte. L'architecture de la Cité d'Emeraude, dans le film, est style Art Déco, beaucoup plus moderne que ce que Baum aurait pu imaginer.
Le film remplace les chaussures d'argent du livre par des souliers rubis. C'est parce que les films en couleur étaient encore une technique relativement nouvelle en 1939, et la MGM voulait montrer le procédé. Des chaussures rouge brillantes étaient beaucoup plus impressionnantes dans un film en couleur que celles en argent. En raison de la popularité du film, la sorcière verte et les souliers rubis sont plus connus du grand public que leurs homologues du livre.

### Le révisonnisme de Gregory Maguire
Dans ses romans révisionnistes sur Oz, Wicked: The Life and Times of the Wicked Witch of the West, Fils de sorcière et Un lion parmi les hommes, Gregory Maguire présente une version très différente du pays d'Oz. L'Oz de Maguire n'est pas de l'utopie de Baum, mais un pays agité par des troubles politiques et des difficultés économiques. Une question politique posée par les romans de Maguire est celle de l'oppression des animaux (Maguire distingue les Animaux parlant des animaux non-parlants par l'utilisation d'une majuscule initiale). Il existe de nombreuses traditions religieuses dans l'Oz de Maguire, notamment le lurlinisme (qui considère la fée Lurline comme la créatrice d'Oz), l'unionisme, qui adore le Dieu sans nom, et les religions du plaisir qui ont submergé Oz pendant que les sorcières étaient à Shiz. Un exemple des croyances du plaisir sont le tic-tac (où des créatures sont enchantées afin qu'elles révèlent des secrets ou l'avenir et dirigées par une horloge) et la sorcellerie.
La présentation de la géographie d'Oz par Maguire est aussi teintée de politique. Une grande prison politique, Southstairs, existe dans les cavernes en dessous de la Cité d'Émeraude. Le pays Gillikin, qui abrite l'Université de Shiz, est plus développé industriellement que les autres parties d'Oz. Le pays Munchkin est le grenier à blé d'Oz et, à un moment donné, déclare son indépendance de la tutelle de la Cité d'Émeraude. Le pays Quadling est en grande partie occupé par des marais, habité par les Quadlings, peuple artiste et sexuellement libre. Le Vinkus (nom utilisé par Maguire pour le pays Winkie) est principalement couvert par des prairies ouvertes, peuplées par des tribus semi-nomades à la peau brune.
La comédie musicale Wicked, basée sur le premier roman d'Oz de Maguire, dépeint un Oz un peu plus proche de la version vu dues romans de Baum et du film de 1939. L'oppression des animaux est toujours un thème majeur, mais les divisions religieuses et géographiques décrites dans le roman de Maguire sont à peine présentes.
Dans le livre et la comédie musicale, plusieurs personnages de l'histoire traditionnelle d'Oz sont présents avec des noms différents. Glinda est, à l'origine, appelée Galinda, mais change son nom. La Méchante Sorcière de l'ouest est appelée Elphaba, la Méchante Sorcière de l'est porte le nom de Nessarose. Dans la comédie musicale, mais pas dans le livre, Boq devient le Tin Man, et Fiyero l'Épouvantail.

### Le Pays magique d'Alexander Melentyevich Volkov
Alexander Melentyevich Volkov est un auteur russe surtout connu pour sa traduction de The Wizard of Oz en russe et pour avoir écrit ses propres suites originales, qui ne sont basées que lâchement sur l'œuvre de Baum. Les livres de Volkov ont été traduits en de nombreuses langues et sont mieux connus que ceux de Baum dans certains pays. Les livres, tout en ciblant les enfants, présentent de nombreux éléments adultes, en matière d'éthique et de politique. Ils ont été traduits en anglais par Peter L. Blystone et, en partie, par March Laumer, qui en utilise certains éléments dans ses propres livres.

### Le pays d'Oz de March Laumer
March Laumer a été l'un des premiers auteurs à continuer la série d'Oz. Ses livres ont été écrits avec l'autorisation de Contemporary Books, qui possédait Reilly & Lee, l'éditeur original. Son œuvre comprend tout ce qui a été créé sur le pays d'Oz, y compris l'Oz russe de Volkov, le film de la MGM, la suite de celui-ci réalisée par Disney et beaucoup de livres de Baum lui-même que la plupart des fans ne considèrent pas comme canoniques.
Laumer a également fait plusieurs changements controversés d'Oz. Il marie plusieurs des personnages principaux, souvent de façon improbable. Par exemple, la sorcière intelligente et adulte Glinda est mariée à Bouton Brillant, qui est un petit enfant obtud dans tous les livres de Baum. Laumer vieillit aussi Dorothy, qui est alors une adolescente, afin qu'elle puisse être courtisée par plusieurs personnages. Ozma devient une lesbienne, à cause de son éducation de garçon, et le Shaggy Man est un éphébophile, après ses voyages fréquents avec des jeunes filles.
Les livres de Laumer ne présentent pas une version cohérente d'Oz. Comme la plupart de ses livres sont des collaborations, il a souvent inclus des éléments de la vision d'Oz par d'autres auteurs, parfois incompatibles avec la sienne. Par exemple, alors qu'il a explicitement donné seize ans à Dorothy dans A Fairy Queen in Oz, il lui donne huit ans dans Tante Em et oncle Henry à Oz. Alors qu'il dépeint l'Oz de Volkov comme un univers parallèle, dans Adieu à Oz, il montre également, dans plusieurs de ses autres livres, comme Tante Em et oncle Henry à Oz, des personnages de Volkov vivant dans l'Oz de Baum. En dépit de ces divergences, beaucoup de ses livres sont compatibles les uns avec les autres, et les personnages introduits dans certains apparaissent souvent dans d'autres.

### La vision de Philip José Farmer
Philip José Farmer représente une Oz très différente, dans son livre A Barnstormer in Oz. La prémisse est que rien ne s'est produit après le premier livre. Dorothy n'est jamais retournée à Oz, et a grandi, s'est mariée et a eu un fils. Celui-ci, Hank Stover, est le personnage principal, un pilote ancien combattant de la Première Guerre mondiale et le Barnstormer du titre. Alors qu'il vole dans son Curtiss JN-4 biplan, il pénètre dans une brume verte et débouche dans le pays d'Oz, dévasté par la guerre civile.
Farmer donne du pays d'Oz la vision qu'en a un auteur de science-fiction et tente d'expliquer scientifiquement beaucoup d'éléments « magiques » de l'histoire de Baum.

### Heinlein et Oz
Le livre de Robert A. Heinlein, Le Nombre de la bête passe à travers de nombreux mondes de fiction célèbres, y compris ceux de Alice au pays des merveilles, des Voyages de Gulliver et Ringworld, ainsi que certaines des propres œuvres de Heinlein, et, bien sûr, le pays d'Oz.
Le pays d'Oz décrit dans le livre est très proche de celui de Baum, même si Heinlein tente d'expliquer certaines choses du point de vue d'un auteur de science-fiction. Il explique qu'Oz se trouve sur une planète rétrograde, où le sens de rotation par rapport aux pôles est inversé par rapport à celui de la Terre, ce qui fait que le soleil semble se lever dans ce qui serait normalement l'ouest.
Heinlein explique également que la population reste stable à Oz, malgré l'absence de la mort, parce qu'il est impossible, pour des enfants, de naître dans Oz. Lorsque la population augmente à cause de l'immigration, Glinda étend seulement les frontières d'un pouce ou deux dans chaque direction, ce qui donne plus que suffisamment d'espace pour toutes les personnes supplémentaires.

### La contribution de L. Sprague de Camp
Dans sa série Harold Shea, initialement écrite en collaboration, L. Sprague de Camp, comme Heinlein le fera plus tard, amène ses propres personnages à Oz, à partir de leur propre univers, dans son livre Sir Harold et le roi Gnome. Contrairement à Heinlein, il ne cherche pas à expliquer Oz par la science-fiction, mais il s'écarte les livres originaux. Il suit les livres d'Oz de Thompson, utilisant ainsi son orthographe « Gnome » et le destin final qu'elle a donné au personnage, mais il apporte plusieurs changements dans le monde, vieillissant et mariant Ozma et Dorothy, notamment.

### L'Autremondede Tad Williams
Dans la série Autremonde de Tad Williams, il existe une version d'Oz en réalité virtuelle, dans laquelle les antagonistes du monde réel jouent des versions sadiques des rôles du Tin Man, du Scarecrow et du Lion poltron, dans une version déformée, martiale et post-apocalyptique d'Oz, peuplée à la fois par les personnages des romans et par une grande masse de femmes et d'hommes qui répondent aux noms de Henry et Em, respectivement. Les humains, des personnages créés par ordinateur et basés sur l'esprit perdu d'enfants entraînés dans le programme Autremonde, attendent la réalisation d'une prophétie messianique annonçant la venue de The Dorothy, où un enfant naîtrait parmi eux.

### The Outer Zone
En 2007, la mini-série télévisée de science-fiction Deux princesses pour un royaume (Tin Man) réinvente Oz, sous la forme de la Zone extérieure (Outer Zone), un univers parallèle qui a été visité par Dorothy Gale vers la fin de l'ère victorienne et qui est gouverné par ses descendants. Il est implicite, par référence aux siècles qui se sont écoulés depuis que Dorothy est arrivée dans la Outer Zone (O. Z.), que le temps a progressé à des rythmes différents dans la O. Z. et de « l'autre côté ». L'Oz ré-imaginé est décrit comme un lieu où « la peinture s'est écaillée, et ce qui était autrefois la bonté d'Oz est devenu la tristesse horrible de l'O. Z. ». La scénographie de l'O. Z. présente des éléments steampunk, en particulier le décor « réaliste fasciste 1930 » du palais de la Méchante Sorcière et la ville de Central City, analogue de la Cité d'Émeraude créé par ordinateur.

### Emerald City Confidential
L'édition 2009 du jeu vidéo d'aventure Emerald City Confidential réinvente Oz dans le style d'un film noir, avec Dorothy Gale en femme fatale, le Lion comme avocat corrompu et d'autres modifications.

### Le Magicien d'Odd
Il s'agit d'un épisode de la saison 2 de Phinéas et Ferb. Candace lit le livre du même nom et est aspirée dans le Pays d'Odd. En route pour Bustapolis, sur le Trottoir jaune, elle rencontre Isabella Garcia-Shapiro, qui est la Bonne Sorcière, le Dr Doofenshritz, qui est la Méchante Sorcière, et d'autres personnages.

### Once Upon a Time
Le Pays d'Oz de la série Once Upon a Time est une contrée ravagée par les tornades. On nous le présente de la saison 3 à 7.  Dans cet Oz, un forain nommé Walsh prend le titre de Magicien d'Oz, mais il finit par se faire démasqué et réduit en Singe Volant par Zelena, la Méchante Sorcière de l'Ouest.  A part Zelena, il y a trois autres sorcières : Glinda la Gentille Sorcière du Sud et la Gardienne du Grand Livre des Archives qui s'est fait exilée et emprisonnée loin d'Oz dans la "Forêt des Ténèbres" par Zelena, la Sorcière du Nord qui était au début douce et bienveillante mais vilaine puis s'est fait vaincue par Zelena après que la Magicienne du Nord ait jeté un sort sur l'Homme de Fer Blanc et enfin la Sorcière de l'Est, une Gentille Sorcière devenue mauvaise puis à son tour bannie. À la suite du règne terrible de la Méchante Sorcière de l'Ouest sur tout le pays d'Oz, puis nous avons Dorothy et son chien Toto, alliés de l'Epouvantail prêts à la détruire. La nièce de Tante Em se fait empoisonnée avant de se faire sauver par le Petit Chaperon Rouge, vivant à jamais à Oz avec les Munchkins. Le Lion Poltron, quant à lui, roi de la forêt du Pays d'Oz.
À la fin de la série, Oz est réunifié avec tous les autres mondes de contes de fées pour vivre en paix et heureux sous le règne de la Gentille Reine Regina.

## Magie
Comme Oz est une série fantastique, elle est riche en magie. En particulier, il existe de nombreux objets magiques, qui y jouent un rôle important.

### Chaussures d'argent
Les chaussures d'argent appartiennent, initialement, à la Méchante Sorcière de l'est et ramènent Dorothy au Kansas dans le premier livre.

### Poudre de vie
La poudre de vie est une substance magique de la série de livres, qui apparaît, en premier, dans Le Merveilleux Pays d'Oz. C'est une poudre magique qui donne vie aux objets inanimés. La sorcière Mombi l'obtient, la première, d'un « magicien tordu ». Plus tard dans la série, il est révélé que la substance est faite par un certain docteur Pipt. Pour créer le produit, le Dr Pipt doit remuer quatre grands chaudrons pendant six ans. Seuls quelques grains de la poudre peuvent être produits simultanément. La poudre est toujours décrite transportée dans un poivrier. Mombi possède aussi trois « pilules de souhaits », fabriquées par le Dr Nikidik.
La poudre est utilisée par Volkov dans sa série. Dans celle-ci, elle est produite à partir d'une certaine plante qui a la particularité que le plus petit de ses fragments peut se transformer en une plante dans la journée, sur n'importe quelle surface, sauf sur le métal solide. Toutefois, si elle est séchée au soleil sur une telle surface, elle se transforme en poudre de vie. Aucune incantation n'est nécessaire pour faire fonctionner la poudre. Le deuxième livre de la série est centré autour d'un homme qui anime une armée de soldats de bois avec de la poudre et les utilise pour conquérir le Pays Magique.

### Ceinture magique
La Ceinture magique apparaît pour la première fois dans Ozma, la princesse d'Oz. La Ceinture est un objet magique aux pouvoirs apparemment illimités. Elle est généralement utilisée comme solution universelle aux problèmes et fonctionne comme un deus ex machina dans plusieurs livres. À l'origine, la Ceinture appartient au roi Nome, mais lui est volée par Dorothy Gale et donnée à Ozma. Ozma l'utilise à plusieurs reprises pour transporter magiquement des personnes et, plus notablement, pour rendre Oz invisible à l'extérieur. La Ceinture protège son utilisateur des blessures. Dans les livres d'Oz, cet objet est toujours identifié comme la Ceinture Magique, avec des majuscules, pour la distinguer d'autres ceintures magiques génériques, qui peuvent aussi exister dans l'univers fantastique.
Dans The Lost Princess of Oz, Dorothy affirme que la Ceinture Magique n'accorde qu'un seul souhait par jour : elle a utilisé le vœu de la veille pour une boîte de caramels, mais conservé celui du jour, en cas d'urgence. La décision de Baum de rationner la Ceinture Magique à un souhait par jour peut être un retcon pour tenter de limiter le pouvoir, jusqu'ici infini, de la ceinture à sortir ses personnages de situations difficiles. En tout cas, cette limite d'un souhait par jour n'est jamais plus mentionnée à nouveau dans tous les autres livres d'Oz.

### Peinture magique
Dans le boudoir d'Ozma est accrochée une peinture dans un cadre en radium. Cette toile représente généralement une campagne agréable, mais quand quelqu'un veut que l'image présentée soit celle d'une personne ou d'un endroit particulier, la peinture montre ce qui est souhaité. Parfois, le spectateur est en mesure d'entendre les sons de la scène dans la peinture magique et, parfois, un dispositif supplémentaire est nécessaire pour transmettre le son.
Un dispositif similaire est présent dans la série de Volkov. Là, elle est donnée comme présent à l'Épouvantail par la Bonne Sorcière du sud. C'est une boîte de bois rose avec un écran en verre dépoli épais. Le dispositif est activé par un mot de passe et a une portée limitée au Pays Magique (à l'exception de cavernes souterraines profondément enterrées et du cas de certains types d'interférences magiques). La boîte est pratiquement indestructible, elle résiste aux multiples tentatives d'un méchant pour l'utiliser.

### Grand Livre d'archives
Le Grand Livre d'archives de Glinda apparaît dans le chapitre 29 de The Emerald City of Oz : « C'est la chronique de tout ce qui se passe, » répondit la sorcière. « Dès qu'un événement se produit, n'importe où dans le monde, il se trouve immédiatement imprimé dans mon Livre Magique. Alors, quand j'ai lu ses pages, je suis bien informée ». Le livre s'avère utile dans L'épouvantail d'Oz et Glinda of Oz et il se retrouve dans la plupart des histoires des successeurs et des imitateurs de Baum. Il est l'un des plus importants dispositifs magiques d'Oz. Les méchants le volent quand ils le peuvent (comme dans The Lost Princess of Oz ou Handy Mandy à Oz). Étant donné qu'il couvre la planète, et pas seulement Oz, les entrées du Livre sont abrégées et parfois cryptiques et difficile à déchiffrer (comme dans Paradoxe à Oz ou Queen Ann in Oz).

## La mort à Oz
Dans les livres d'Oz tardifs, personne ne peut mourir. Un des livres assure que, dans le pays d'Oz, on ne peut pas mourir. Malheureusement, cette information vient après que des personnages ont été, dans les livres, coupés en morceaux, décapités, fondus, et ainsi de suite, et il est mentionné qu'on peut être transformé en un objet inanimé, transmué en sable ou enterré. Même ainsi, la victime serait encore en vie et, sans doute, consciente.
Il faut aussi noter que le sort qui est à l'origine de ceci empêche également le vieillissement et a pris effet sur tout le monde à Oz en même temps, ce qui signifie que tous les bébés à Oz sont éternellement des bébés et que quiconque était à l'article de la mort le reste définitivement, et ainsi de suite.

### Différentes hypothèses
La mort est traitée d'une manière incohérente. Dans certains livres, il est dit qu'il est impossible de mourir, dans d'autres, les gens meurent. Ce qui est problématique, car l'intrigue dépend souvent du fait soit que quelqu'un meure, soit que quelqu'un ne puisse être tué.
Le Magicien d'Oz est un exemple précoce de ce problème : bien que le Bûcheron de fer-blanc ne meure pas quand ses membres et sa tête sont coupés, les deux Méchantes Sorcières sont tuées. On pourrait expliquer que la Méchante Sorcière de l'est est simplement écrasée et n'est pas vraiment morte, ce qui ne change rien au fait qu'elle est, de toute façon, impuissante. Dans L'Odyssée d'Oz, la Méchante Sorcière de l'ouest revient à la vie. Une théorie avancée pour expliquer pourquoi le Bûcheron de fer-blanc ne meurt pas est discutée dans le livre d'Edward Einhorn Paradox in Oz. Lorsque le Bûcheron de fer-blanc sauve la Reine des Souris des Champs en coupant la tête d'un chat sauvage qui la poursuit, il semble peu probable que la tête et le corps disjoints du chat continuent à vivre de façon indépendante l'un de l'autre, bien que ceci soit passé sous silence. Encore une fois, bien que le Bûcheron de fer-blanc survive en perdant la totalité de son corps, avant cela, il a grandi et perdu ses parents d'une manière incompatible avec les descriptions ultérieures d'Oz. De même, dans Ozma, la princesse d'Oz, Jack Pumpkinhead est décrit comme « un peu blet » et dans Dorothy et le Magicien à Oz, il n'apparaît pas du tout, à l'inverse de tous les autres personnages. La déduction implicite est qu'il s'est gâté, ce qu'il craignait depuis sa création. C'est toutefois peu probable, étant donné que, selon le livre précédent, chaque fois que la citrouille qui sert de tête de Jack se gâte, elle peut être remplacée, ce qui a été fait plusieurs fois sans problème.
Ozma of Oz et Tik-Tok of Oz décrivent tous deux des arbres sur lesquels pousse de la viande, il est donc possible qu'aucun animal ne soit tué pour fournir la viande consommée à Oz. Toutefois, dans Tin Woodman of Oz, un jaguar affamé essaie de manger un singe vivant, ce qui suggère que, de temps en temps, au moins chez les animaux non-anthropomorphes, la chair animale est préférée à celle des plantes.
La mort est un sujet de débat parmi les fans d'Oz et il semble y avoir autant d'explications qu'il y a de fans. Aucune n'a été majoritairement acceptée par la majorité, car aucune n'explique tous les décès. Par exemple, dans The Road to Oz, Baum a tenté d'expliquer cette contradiction en disant que seules les personnes mauvaises peuvent mourir. Cependant, il avait déjà parlé de la mort du bon roi Pastoria dans un livre précédent et a continué à parler de la mort du bon roi Kynd dans un livre ultérieur.
Une autre tentative de Baum pour expliquer la mort à Oz se trouve dans le passage suivant d u troisième chapitre de The Emerald City d'Oz :
« Aucun cas de maladie d'aucune sorte n'a jamais été connu chez les Ozites, et ainsi personne n'est jamais mort sauf s'il a subi un accident qui l'a empêché de vivre ».
Les fans interprètent ce passage en disant que l'on cesse de vivre si son corps est endommagé au point qu'il ne puisse être réparé. Toutefois, dans Tik-Tok of Oz, Baum a suggéré que les habitants d'Oz pourrait continuer à vivre après avoir été mangés et digérés et aussi que les Nomes allait continuer à vivre après avoir été coupés en petits morceaux, ce qui infirme la théorie de la destruction. Toute hypothèse de travail doit faire supposer que Baum se trompe quelque part, mais les fans peuvent ne jamais parvenir à un consensus sur ce en quoi exactement il avait tort.
La question de la mort amène une autre question qui crée de nombreux contentieux parmi les fans. Baum dit, dans The Emerald City of Oz, que nul ne vieillit jamais à Oz. Beaucoup de fans d'Oz ont le sentiment que c'est injuste, car cela laisse les personnes extrêmement âgées éternellement alitées certaines familles auront à changer les couches des nourrissons qui pleurent et à le consoler pour l'éternité. On peut supposer que ceci inclut le vieillissement anté-natal, ce qui rend tout le monde stérile à Oz et stabilise la population. Cependant, bien que la grossesse ne soit jamais mentionnée à Oz, il est également possible que certaines femmes restent enceintes éternellement. Dot et Tot de Merryland propose une solution avec la livraison des bébés par des cigognes. On s'est également demandé si les enfants continuent d'être mentalement enfantins ou s'ils ne restent des enfants que physiquement.

## Animaux parlants
À Oz, certains animaux, comme le Lion poltron et le Tigre affamé, peuvent parler et cela semble être le cas de tous les animaux indigènes. Il est important de noter que Wicked souligne la différence entre les Animaux et les animaux. Les Animaux (en majuscules) sont des êtres sensibles qui peuvent parler. Il existe plusieurs théories sur la façon dont les Animaux ont acquis le don de la parole.
Le traitement des animaux non-indigènes est incohérent. Dans le premier livre, le chien Toto ne parle jamais, bien que qu'il ait été apporté à Oz. Dans La Fille Patchwork d'Oz, Dorothy même dit carrément que Toto ne peut pas parler parce qu'il n'est pas un chien féerique. Toutefois, dans Ozma of Oz, la poule Billina acquiert la capacité de parler simplement en étant projetée sur les terres près d'Oz et, dans Dorothy et le Magicien à Oz, le chaton Eureka et le cheval de trait Jim reçoivent également cette aptitude en atteignant la terre de Mangaboos, un pays magique similaire. Dans Tik-Tok of Oz (en), Baum rétablit la continuité : Toto peut parler et l'a toujours pu, mais n'a jamais pris la peine de la faire, parce que ce n'était pas nécessaire.
Une incohérence supplémentaire apparaît dans Tik-Tok of Oz : Hank la Mule ne peut pas parler jusqu'à ce qu'elle atteigne le pays d'Oz, mais elle débarque d'abord sur les côtes d'Ev, où la poule Billina a acquis la capacité de parler. Cela peut être dû au fait que Tik-Tok of Oz était à l'origine une version théâtrale de Ozma of Oz. Dorothy est remplacée par Betsy, parce que Baum avait vendu les droits scéniques pour Dorothy, et Billina a été remplacé par Hank parce qu'une mule pouvait être interprétée de façon plus convaincante par deux personnes dans un costume. Hank ne peut probablement pas parler parce que Baum avait déjà ses personnages comiques parlants : le Shaggy Man et Tik-Tok. Ainsi, Hank prend mieux sa place comme personnage comique visuel, dans la tradition de la pantomime anglaise. Le rôle de Hank est aussi analogue à celuide la vache de Dorothy, Imogène, qui remplace Toto sur scène, dans la version de Broadway, en 1903, du Magicien d'Oz, une version qui a connu un très grand succès que Baum a essayé de retrouver durant le reste de sa vie.

## Origine du nom «Oz»
Une légende difficile à vérifier dit que, lorsque Baum racontait des histoires à ses enfants (la première forme des livres d'Oz), sa nièce, Ramona Baxter Bowden, lui avait demandé le nom du pays magique. Il avait jeté un regard dans son cabinet, qui contenait une armoire de rangement à trois tiroirs, étiquetés A-G, H-N, et O-Z. Il appela alors le pays Oz. Rapportée en 1903, cette histoire a été contredite par sa femme, qui affirmait que la partie sur les tiroirs était inventée. Dans Dorothy and the Wizard in Oz, le nom est traduit par « grand et bon », ce qui correspond en gros à la signification du mot Öz en turc, avec une prononciation cependant différente, euss (selon Jack Snow).
Une autre théorie veut qu'Oz soit une corruption d'Uz, le pays d'origine de Job dans la Bible (Livre de Job). Le livre de Job commence par « Il y avait un homme du pays d'Uts ». En hébreu, le mot Uz est prononcé Ooz et le mot Oz, en hébreu, signifie la force (c'est le mot qu'utilise, pour traduire Oz, l'auteur et traducteur israélien Yemima Avidar-Tchernovitz, la première à traduire les œuvres de Baum en hébreu). On a aussi avancé qu'Oz a pris son nom de l'abréviation d'once, dans la théorie qui considère Oz comme une allégorie de la lutte populiste contre l'illusion de l'étalon-or. Os (avec un s) est aussi le mot pour Dieu en vieil anglais.
Plusieurs des contes de fées de Baum, qui prenaient place aux États-Unis, se situaient sur les Monts Ozark et la similarité entre les noms peut ne pas être une coïncidence. Dans Wicked, Elphaba cherche l'étymologie d'Oz et conclut que le nom vient soit d'oasis, parce qu'Oz est environnée de tous côtés par le désert, soit de vase (ooze, en anglais), parce que la légende de la création dit que le pays a été formé après un grand déluge.
On a aussi dit qu'Oz était un décalque de New York, étant donné que les lettres avant O et Z sont respectivement NY. Toutefois, cela fonctionne aussi bien avec la Pennsylvanie, parce que les lettres qui suivent le O et Z sont PA (après la lettre Z, on revient au début de l'alphabet, avec A). Dans la mini-série de science-fiction Deux princesses pour un royaume (Tin Man), Oz est l'acronyme de Zone Extérieure (The Outer Zone, en anglais). Dans un roman de la série Sabrina, l'apprentie sorcière, on rencontre L. Frank Baum errant dans l'Autre Royaume. C'est à partir de celui-ci qu'il va écrire ses livres d'Oz. Son monde, qu'il pense initialement appeler Or, pour Autre Royaume (Other Realm, en anglais) sera finalement Oz.
Oz est aussi vu comme une contraction vernaculaire commune de l'Australie (Australie-Aussie-Aus-Oz). L'Australie est un grand continent, dominé par les régions désertiques, avec des poches de prairies tropicales, subtropicales et subalpines et des forêts tropicales. Il est fort possible que Baum ait pris le surnom de l'Australie comme nom national de son monde fictif. On remarque également que de nombreux fans placent Oz dans le Pacifique sud (voir Situation, ci-dessus). Toutefois, selon l'Oxford English Dictionary, les premières références à l'Australie sous ce nom n'ont été faites qu'en 1902, après que le premier livre a été publié.